# دختر یک چیز نیمه‌شکل‌یافته‌است
دختر یک چیز نیمه‌شکل‌یافته است (به انگلیسی: A Girl Is a Half-formed Thing) نخستین رمان ایمیر مک‌براید است که در سال ۲۰۱۳ توسط ناشر آن یعنی "انتشارات گلی بگر (به انگلیسی: Galley Beggar Press) واقع در نوریچ انگلستان انتشار یافت. در ابتدا به دلایلی این کتاب برای چاپ توسط بسیاری از شرکت‌های بزرگ انتشارات کتاب پذیرفته نشد اما این کتاب پس از نشرش موفقیت‌ها و جوایز فراوانی از جمله جایزه فولیو و جایزه ادبیات داستانی زنان در سال ۲۰۱۴ را از آن خود کرد.

این رمان که به سبک سیال ذهن نوشته شده‌است داستان زنی را بازگو می‌کند که دچار مشکلاتی فراوان در برقراری ارتباط با خانواده‌اش می‌باشد.